# Бронзовая султанка
Бронзовая султанка (Porphyrio alleni) — небольшая птица семейства пастушковых. Латинское название получила в честь британского контр-адмирала Уильяма Аллена (1770—1843).

## Внешний вид
Небольшая водоплавающая птица, размером немногим больше водяного пастушка. Окраска яркая, зеленоватая сверху и фиолетово-синяя снизу. Подхвостье белое. Клюв и ноги красные. Пуховые птенцы чёрные, как и у всех пастушковых.

## Распространение
Обитает в Африке, к югу от Сахары. Известны регулярные залеты в южную Европу и единичные — в Великобританию.

## Образ жизни
Скрытная птица, населяющая болота и заросшие озёра. Кормится на земле и на мелководье, поедая насекомых и других беспозвоночных. Хорошо плавает, кивая головой. Взлетает неохотно, но летает хорошо, во всяком случае лучше, чем большинство султанок. Гнездо со всех сторон окружено водой, в кладке 2—5 яиц. Довольно шумная птица, её громкий и резкий крик слышен издалека.